# 私刑
私刑（英語：Lynching），指沒有經過刑事诉讼法或法律裁定處罰就对自然人执行体罚或死刑，甚至是虐待。在某些國家對於私刑是无法准确定义的，在不同的国度，法庭与法律都是执行战争胜利者一方的意志，也只有在战争中取得了决定性的胜利，胜利者一方才有条件执行法律。

## 香港

### 反水客活动
2015年间，香港多地爆发“反水客”活动。3月9日，示威者围堵扰袭内地游客，在上水、屯门及尖沙咀商业区，冲击店铺、阻挠巴士、翻查游客行李、对游客和路人施加私刑辱骂踢打。有媒体指，示威者即使面对水客，也没有加以侮辱、挑衅、骚扰、动用私刑的权力，更何况是游客。海外网也指责示威者对路人滥用私刑，并批评示威者不是在表达意见反水客，而是挑起事端反内地。

### 七警案
2014年10月14日晚上，無綫電視、蘋果日報、亞洲電視和Now TV，以及香港警方的攝錄隊，在添馬公園海濱拍攝到七名涉案警察把雙手已被手銬反鎖背後的公民黨成員、社工曾健超抬到添馬公園一個政府泵房變電站外的陰暗角落。其後，曾健超在雙手上銬無力反抗或自我保護的情況下，遭五名警察行使私刑拳打腳踢近四分鐘，另有兩名警察負責把風。新聞片段播出後，香港警察濫用職權的暴力行為引發香港社會及外界嘩然。2017年2月14日，法庭裁定七名涉案警員罪名成立，並於2月17日各判處入獄兩年。

### 北區醫院警員袭击老翁事件
2019年6月25日晚，酒醉六旬老翁与他人争执，警员到场处理曾被袭击，被捕后在北区医院内遭看管的警员连番袭击。法官陈仲衡于2020年12月18日宣判，指案中第二被告鄧文謙曾用警棍袭击事主，包括其下体，手法令人震惊，当值时行私刑的警员必须要受到严厉阻吓，即使事主行为亦有不当之处，也非袭击他的借口。法官又考虑到鄧文謙事后被「起底」，家人受波及，为他减刑1个月，再次强调香港不容私刑。

### 蒙面者被指实施私刑
2019年10月6日，香港警方在脸书发布公告，指暴徒继续在全港多区大肆破坏，纵火堵路。更有市民分别在深水埗区和旺角区被其他蒙面的示威者肆意殴打，施以私刑。

### 楊學志遇襲事件
2019年11月11日，一位名为楊學志的中国大陸男子前往香港，在旺角彌敦道一帶遭遇示威活动，示威者以雜物堵路，楊學志經過彌敦道，因被指拿出手機拍攝示威者而發生衝突，在混亂中楊學志被打至头骨破裂、手部骨折。路透社攝影團隊因為拍攝到示威者围攻杨学志，以及其餘19張當中包括香港警察鎮壓示威者的照片，而一同以「是在香港民眾抗議中國政府侵犯其公民自由並捍衛該地區自治的情況下，為香港拍攝的寬廣而具有啟發性的照片。」的原因獲得2020年普立兹突發新聞攝影獎。

### 付国豪遇袭事件
环球时报记者付国豪在香港国际机场被示威者禁锢、被多人侮辱、谩骂及殴打。2021年1月8日，法官李慶年就付国豪遇袭一案宣判，判处3名被告監禁4年3個月至5年半。法官狠批激进示威者滥用私刑不文明，“以众凌寡，被狂莽征服理智”，行为疯狂，严重扰乱社会秩序，亦严重影响香港人和平表达诉求的声誉，并指出，“无论个人理念有多崇高，一旦使用暴力解决问题，道理就变成歪理，所谓‘己所不欲、勿施于人’。”

### 元朗襲擊事件
2019年7月21日，大批穿著白衫部分有鄉事及黑社會背景的人士在有預謀下，手持武器在雞地及港鐵元朗站無差別隨機襲擊途人和列車乘客，導致多人受傷血流披面。有女性指被襲擊時遭到非禮、也有消防處救護員為傷者急救時也遭遇白衣人襲擊。事件至少有45人受傷，當中包括孕婦，有1人危殆，5人重傷。2021年7月22日，7名男子被控暴動及有意圖而傷人等罪，於區域法院被判囚3年6個月至7年不等。法官葉佐文判刑時指出，案發當日白衣人以保衛家園為旗號，將警察淪為配角，更嚴重的是濫用國旗，將迷你國旗綁在藤條末端，邊搖旗吶喊邊打人，襲擊閘內的無辜巿民；困在車廂的人不敢越過兇惡地圍在車門的白衣人，實屬非法禁錮。葉官稱，香港是法治社會，無的放矢的集體私刑引起市民極大恐慌，須判處施暴者阻嚇性刑期。

## 中華人民共和國
2007年1月7日，两名来自湖南省耒阳市大和圩乡的未成年少女在江西省上饶市一药店偷窃被抓。药店职员没有把偷窃者交送公安机关处理，而是私设公堂施以酷刑。女孩头发被剪成“阴阳头”，胸部被深度烧伤。事件在湖南省、江西省引起了广泛关注和社会热议。负责办理此案的上饶市公安局信州分局东市派出所副所长胡丙根说，对未成年人以如此残酷方式对待，是一种严重的违法行为。

## 美國
私刑作為一種有罪推定的懲罰形式，通常由自行指派的委員會、暴民或自發組織的治安維持者在沒有法律程序的情況下所執行。私刑在美國內戰前便存在於美國各州，特別是美南各州與美西拓荒區。「Lynching」這個詞彙被認為源自美國獨立戰爭時，維吉尼亞州治安法官Charles Lynch對保皇黨所命令的不受法律支配的刑罰。在內戰前的南方，廢奴主義的支持者常是暴民執行私刑的目標。戰後，私刑是恐怖主義的一種型式，用來威嚇自由的黑人投票和取得政治力量。一項對1868年至1871年的治安調查估計三K黨參與了超過400件私刑。黑人常因為被指控對抗白人的罪名而被執行私刑；然而根據記者Ida B. Wells的研究，許多罪名經常被誇大，或根本沒有發生。
群眾暴力變成執行白人優越主義和延伸種族恐怖主義的工具。
三K黨，是白人優越主義的準軍事組織，和其他由於挫折和憤怒所聯合的白人，維護民主黨（在當時民主黨是一個公開宣揚白人優越主義的政黨，主張維護南方的權益並支持對黑人實行種族隔離，並剝奪黑人的投票權利）的利益，並在選舉期間實施非法暴力行為；這讓歷史學者William Gillette認為這段時期的美國南方陷入了遊擊戰的狀態。
在重建時期（1865年 - 1877年），三K黨和其他組織常執行私刑來控制非裔美國人，強迫他們回去種田，阻止他們去投票支持共和黨。在戰後時期，共和黨白人也常是私刑的受害者。聯邦軍隊在1871年民權法案的執行下取締了大部份的三K黨。1877年重建時期結束，聯邦軍隊撤出後，南方白人重新掌控了幾乎所有的政府和法院職位。南方立法者透過法律程序來有效的限制非裔美國人的權利，南方基本上回到戰前種族隔離和歧視的狀態。
私刑短暫的衰退，但在19世紀末又開始增加。私刑的數量在1892年達到高峰，共有230件，但這種非法行為一直持續到了20世紀，1935年仍有20件。阿拉巴馬州塔斯提吉學院紀錄了1880年到1951年的私刑案例，顯示了3437名黑人和1293名白人受害者，這裡面有不少人是共和黨黨員。美國歷史上最大的單一私刑事件發生於1873年4月13日路易斯安那州的Colfax，共一次處決了280名黑人。非裔美國人透過抗議、遊行、寫作等方式來抗議私刑。在1915年一個正當化私刑和三K黨的電影《一個國家的誕生》放映後，三K黨重新組織，並開始重新使用私刑來恐嚇非裔美國人。受害者通常是黑人男性，也有少數女性受害者，通常被指控攻擊或強暴白人。大部份的私刑在1960年代後消失。
塔斯提吉學院記錄了1882年到1968年發生於美國的4743個私刑處決案例，但實際數字可能更高，因為這個數字的主要來源是報紙。其中3446名受害者為非裔美國人。私刑發生於美國本土除了四個州（康乃狄克州、麻薩諸塞州、羅德島州和佛蒙特州）以外的每一個州，但絕大多數集中於棉花帶 - 阿拉巴馬州、喬治亞州、路易斯安那州、密西西比州和德克薩斯州。
1918年伊利諾州眾議員Leonidas Dyer向國會提案《反私刑法》，這個法案於1922年在美國眾議院獲得通過，而且在美國參議院委員會也得到多數的支持；不過卻由於南方保守派民主黨議員的冗長演說下而阻撓中斷。1960年代的美國民權運動改變了大眾及美國政府的態度，由民主黨控制的國會在1964年通過《1964年民權法案》宣佈種族隔離和歧視政策為非法後，這個議題也不了了之。2005年6月13日，參議院對過去沒有通過《反私刑法》而正式道歉。

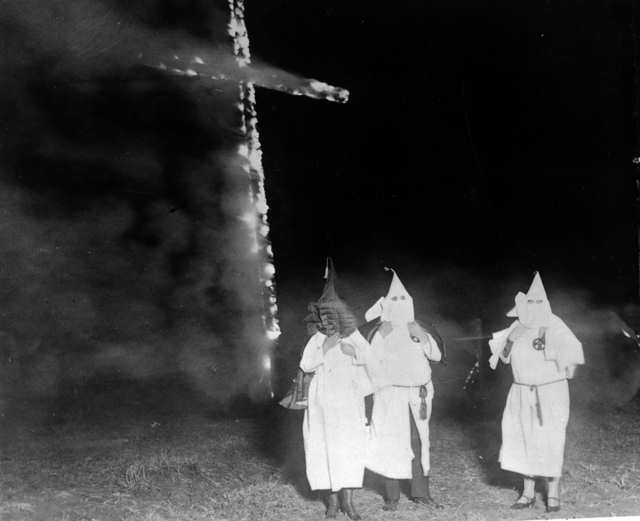
由前聯盟國士兵在內戰後所創立的三K黨使用暴力和威嚇來阻止黑人投票、從政和就學
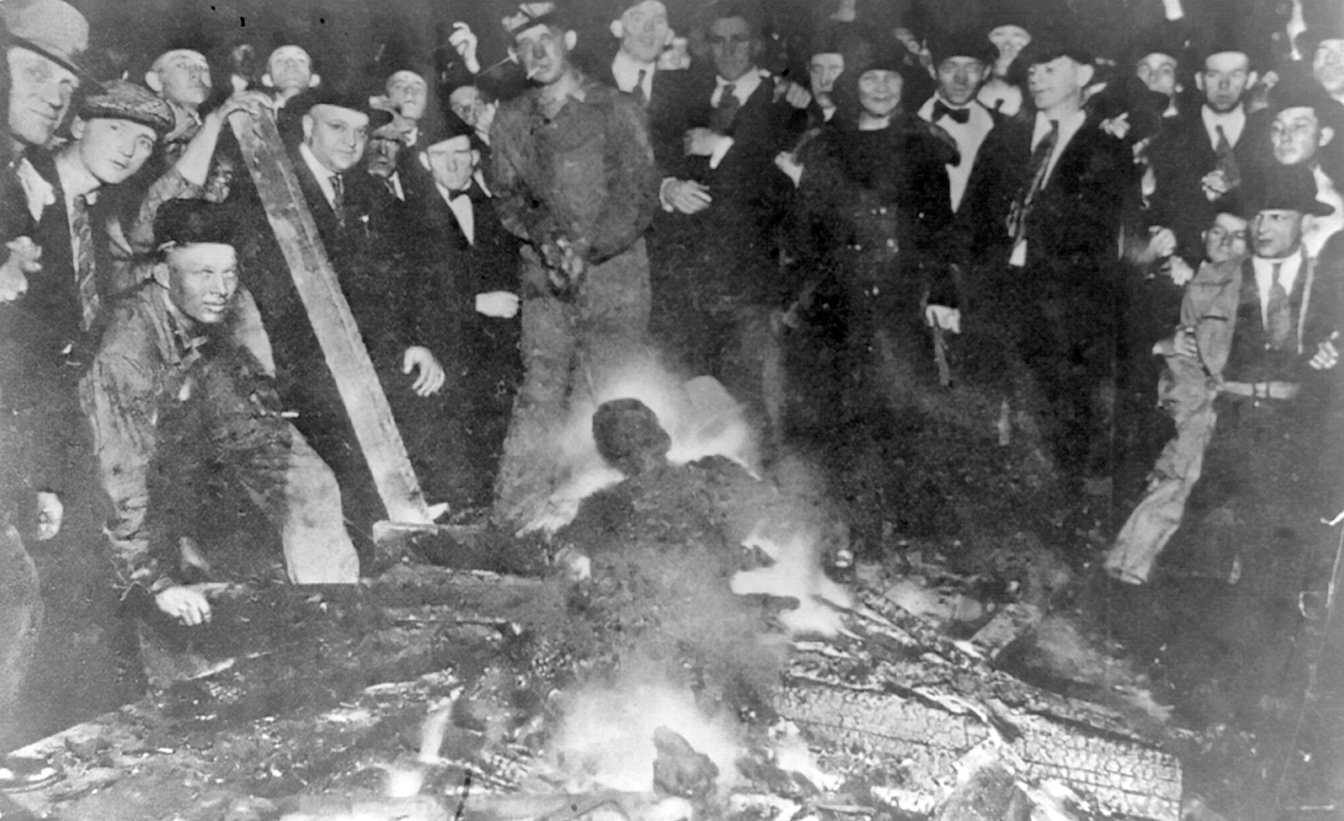
William Brown. Omaha, Neb. 1919
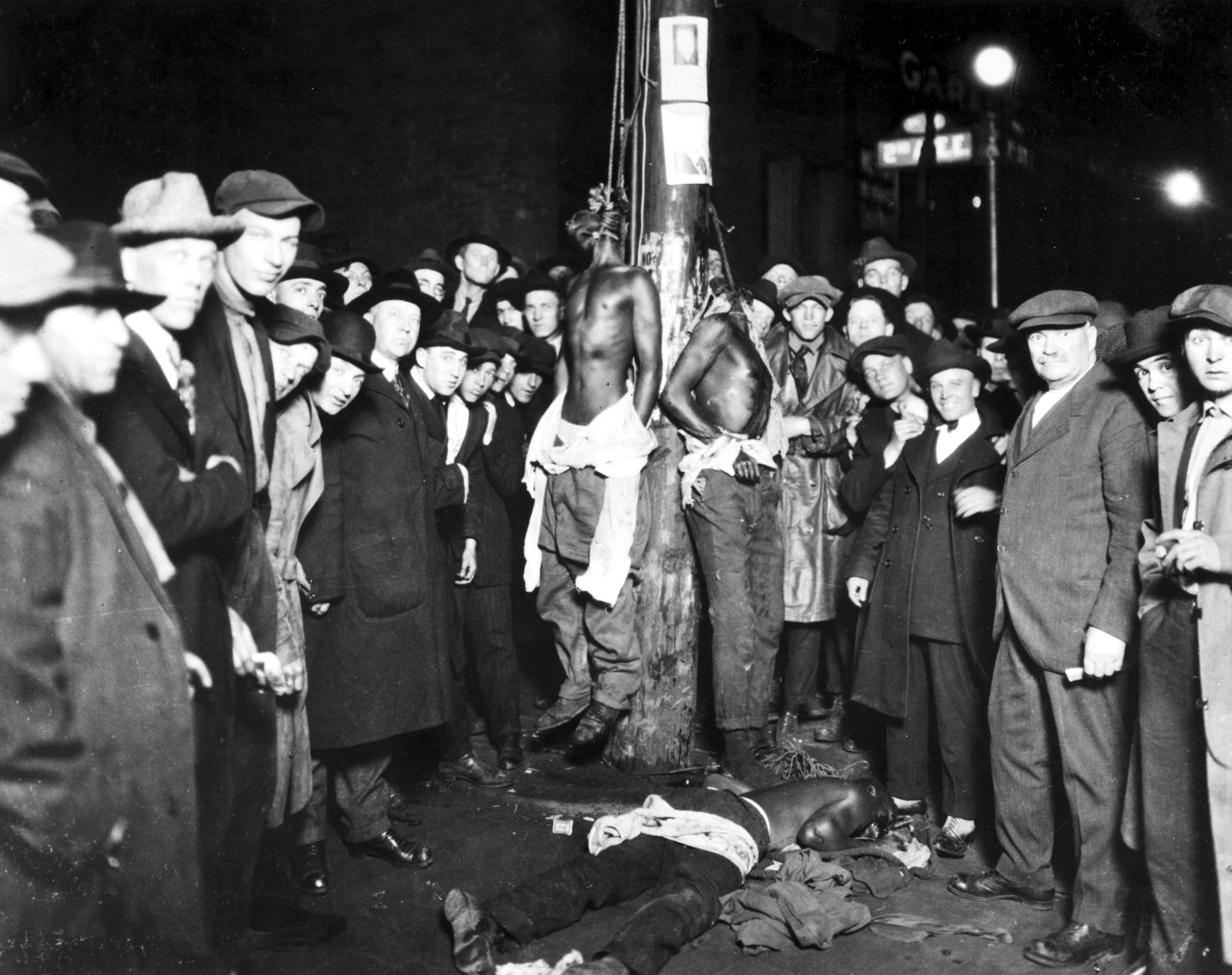
Elias Clayton, Elmer Jackson, and Isaac McGhie. Duluth, Minnesota. 1920
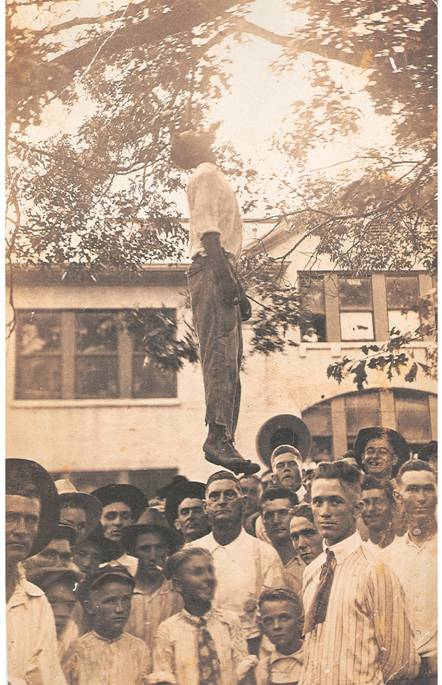
Lige Daniels. Center, Texas. 1920

## 北愛爾蘭問題
在北愛爾蘭，經常出現由愛爾蘭共和派和忠誠派進行的襲擊和私刑。

## 榮譽處決
榮譽處決是以維護家族榮譽為名而動用的私刑，受害者主要是中東及南亞的穆斯林婦女。處決的理由有很多種，包括：拒絕安排式婚姻、被強姦的受害者、訴諸離婚以及通姦（包括婚前性行為）等。當婦女的行為被家中的男性成員認為是「敗壞家庭名譽」時，便足以構成動用私刑的理由，私刑者「以此為榮」以不會有任何悔疚。

## 註解
1. ↑  . www.thepaper.cn. 澎湃新闻. 2015-03-12  [2021-07-07]. （原始内容存档于2022-02-09）.
2. ↑  . opinion.haiwainet.cn. 海外网. 2015-03-18  [2021-07-04]. （原始内容存档于2022-02-09）.
3. ↑  . DISTRICT COURT OF THE HONG KONG SPECIAL ADMINISTRATIVE REGION. 2017-02-14 （英语）.
4. ↑  . 自由亞洲電台. 2014-10-15  [2021-07-05]. （原始内容存档于2021-11-20）.
5. ↑  . 自由時報. 2014-10-16  [2021-07-05]. （原始内容存档于2021-11-22）.
6. ↑  . 明報. 2014-10-16  [2021-07-05]. （原始内容存档于2016-05-09）.
7. ↑  . 華視. 2014-10-16  [2021-07-05]. （原始内容存档于2021-11-09）.
8. ↑  . 蘋果日報. 2017-02-19  [2021-07-07]. （原始内容存档于2021-07-11）.
9. ↑  李慧娜. . 香港01. 2020-12-18  [2021-07-04]. （原始内容存档于2021-07-19） （中文（香港））.
10. ↑  . mil.news.sina.com.cn. 新浪网. 2019-10-06  [2021-07-04]. （原始内容存档于2022-07-06）.
11. ↑  李华. . 华商连线. 2020-08-21  [2020-09-20]. （原始内容存档于2020-09-21）.
12. ↑  何子輝. . 東網. 2020-09-28  [2020-10-20]. （原始内容存档于2020-10-23）.
13. ↑  布蓝. . 多维新闻网. 2019-11-25  [2020-09-20]. （原始内容存档于2020-10-25）.
14. ↑  . The Pulitzer Prizes.   [2021-07-07]. （原始内容存档于2020-05-13）.
15. ↑  . on.cc東網. 2021-01-08  [2021-01-08]. （原始内容存档于2021-01-27） （中文（香港））.
16. ↑  .   [2019-07-25]. （原始内容存档于2019-07-24）.
17. ↑  . 香港01. 2019-07-22  [2019-07-28]. （原始内容存档于2019-07-28）.
18. ↑  .   [2019-07-25]. （原始内容存档于2019-09-15）.
19. ↑  . 頭條日報. 2019-07-22  [2019-07-22]. （原始内容存档于2019-07-22）.
20. ↑  . 明報. 2021-07-22  [2022-07-11]. （原始内容存档于2021-07-22）.
21. ↑  . Now新聞. 2021-07-22.
22. ↑  沈洋; 曾曦. . 新华社. 2007-01-19  [2020-03-25]. （原始内容存档于2020-03-25）.
23. 1 2  Lynching in the New South: Georgia and Virginia, 1880-1930 by W. Fitzhugh Brundage(University of Illinois Press: 1993)ISBN 978-0252063459
24. 1 2  Barry A. Crouch, "A Spirit of Lawlessness: White violence, Texas Blacks, 1865-1868," Journal of Social History 18(Winter 1984):217–26
25. ↑  Eric Foner, Reconstruction: America's Unfinished Revolution, 1863-1877. 119–23;
26. 1 2  J.C.A. Stagg, "The Problem of Klan Violence: The South Carolina Upcountry, 1868-1871," Journal of American Studies 8(Dec. 1974):303–18
27. 1 2  Allen W. Trelease, White Terror: The Ku Klux Klan Conspiracy and Southern Reconstruction Harper & Row, 1979
28. ↑  Eric Foner, Reconstruction: America's Unfinished Revolution, 1863-1877. 119–23
29. 1 2 3  MSNBC News Services, "Senate apologizes for inaction on lynchings", Jun. 13, 2005, MSNBC News. msnbc.msn.com （页面存档备份，存于）.
30. ↑  Dahleen Glanton, "Controversial exhibit on lynching opens in Atlanta" May 5, 2002, Chicago Tribune. Reproduced online
31. ↑  . Human Rights Watch.   [2001-04-06]. （原始内容存档于2020-06-17）.